# Jasmila Žbanić
Jasmila Žbanić (bs[jasmǐla ʒbǎːnitɕ]; n. 19 decembrie 1974, Sarajevo, Republica Socialistă Bosnia și Herțegovina, RSF Iugoslavia) este o regizoare de film, scenaristă și producătoare bosniacă, cel mai bine cunoscută pentru că a scris și regizat Quo Vadis, Aida?⁠(d) (2020), care i-a adus nominalizări pentru Premiul Oscar pentru cel mai bun film străin, Premiul BAFTA pentru cel mai bun film într-o limbă străină alta decât engleza și Premiul BAFTA pentru cel mai bun regizor.

## Tinerețe
Žbanić s-a născut în Sarajevo în decembrie 1974. A învățat la școlile locale înainte de a urma cursurile Academiei de Arte din Sarajevo, unde a obținut o diplomă de licență. A lucrat o vreme în Statele Unite ca păpușar și ca clovn într-un atelier Lee De Long. În 1997, a fondat Asociația Artiștilor „Deblokada” și a început să facă documentare și scurtmetraje.

## Carieră
Žbanić a plecat în Statele Unite pentru a lucra ca păpușar la Bread and Puppet Theater din Vermont. De asemenea, a învățat să joace ca clovn într-un atelier Lee De Long.
După întoarcerea ei în Bosnia și Herțegovina, a fondat Asociația Artiștilor „Deblokada” (adică deblocare). Prin Deblokada, Žbanić a scris și a produs multe documentare, opere de artă video și scurtmetraje. Lucrările sale au fost expuse în întreaga lume, proiectate la festivaluri de film și prezentate la expoziții precum Manifesta 3 din Slovenia în 2000, Kunsthalle Fridericianum din Kassel în 2004 și Bienala de la Istanbul în 2003. De atunci a realizat filme de lung metraj bine primite.

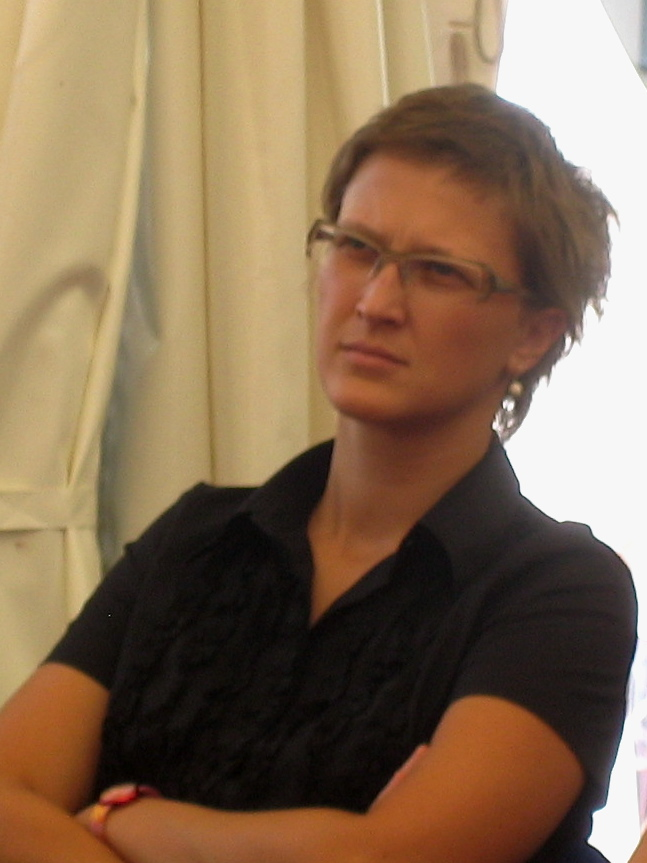
Žbanić la Festivalul de Film de la Sarajevo în august 2007

Lungmetrajul din 2006 al lui Žbanić Grbavica a câștigat Ursul De Aur la a 56-a ediție a Festivalului Internațional de Film de la Berlin, Marele Premiu al Juriului la Festivalul Internațional de Lungmetraj din 2006 și a primit Premiul pentru cel mai bun Film European și cea mai bună Actriță Europeană în 2006. Filmul ei din 2010 Na putu⁠(d), care explorează relația unui cuplu tânăr care trăiește în Sarajevo, a fost proiectat la al 60-lea Festival Internațional de Film de la Berlin.
Filmul dramatic de război al lui Žbanić din 2020 Quo Vadis, Aida?⁠(d) a câștigat Premiul Publicului la a 50-a ediție a Festivalului Internațional de Film Rotterdam, Premiul pentru cel mai bun Film Internațional la Festivalul de Film de la Gothenburg 2021, a participat la al 77-lea Festival Internațional de Film de la Veneția și, de asemenea, a câștigat Premiul Internațional pentru cel mai bun Film la a 36-a ediție a Premiilor Independent Spirit. Mai mult, în martie 2021, filmul a fost nominalizat pentru cel mai bun film într-o limbă străină alta decât engleza și Žbanić a fost nominalizată pentru cel mai bun Regizor la a 74-a ediție a Premiilor Academiei Britanice de Film. Pe 15 martie 2021, filmul lui Žbanić a fost nominalizat pentru cel mai bun Lungmetraj Internațional la Premiile Academiei.

## Teme și personaje
Žbanić recunoaște că filmele ei se preocupă în principal de oamenii din Bosnia și Herțegovina. Ea afirmă că folosește filmul pentru a explora problemele legate de viața ei. Știe că se află în competiție cu masa altor cinematografe regionale cu standarde foarte înaște. Žbanić se străduiește să creeze personaje care nu sunt doar „alb-negru”, deoarece oamenii reali nu sunt atât de simpli. Ea nu creează personaje care sunt sfinți și eroi stricți, dar care ar putea fi slabi și, de asemenea, curajoși și toleranți. În 2017, Žbanić a semnat Declarația privind limba comună a croaților, sârbilor, bosniacilor și muntenegrenilor.

## Filmografie

### Film
| An   | Film                               | Regizor | Scenarist | Producător | Rotten Tomatoes | Metacritic |
| ---- | ---------------------------------- | ------- | --------- | ---------- | --------------- | ---------- |
| 1995 | Autobiografija                     | Da      | Da        | Nu         |                 |            |
| 1997 | Poslije, poslije                   | Da      | Da        | Nu         |                 |            |
| 1998 | Noć je, mi svijetlimo              | Da      | Da        | Da         |                 |            |
| 1998 | Ljubav je...                       | Da      | Da        | Nu         |                 |            |
| 2000 | Red Rubber Boots                   | Da      | Da        | Da         |                 |            |
| 2003 | Sjećaš li se Sarajeva              | Da      | Da        | Nu         |                 |            |
| 2003 | Images from the Corner             | Da      | Da        | Nu         |                 |            |
| 2004 | Birthday                           | Da      | Da        | Nu         |                 |            |
| 2006 | Grbavica                           | Da      | Da        | Nu         | 98%             | 71%        |
| 2010 | On the Path⁠(d)                     | Da      | Da        | Nu         |                 |            |
| 2013 | For Those Who Can Tell No Tales⁠(d) | Da      | Da        | Da         |                 |            |
| 2014 | One Day in Sarajevo                | Da      | Nu        | Da         |                 |            |
| 2014 | Love Island⁠(d)                     | Da      | Da        | Nu         |                 |            |
| 2017 | Men Don't Cry⁠(d)                   | Nu      | Nu        | Da         |                 |            |
| 2020 | Quo Vadis, Aida?⁠(d)                | Da      | Da        | Da         | 100%            | 97%        |

### Televiziune
| An  | Emisiune       | Episoade | Regizor | Scenarist | Producător |
| --- | -------------- | -------- | ------- | --------- | ---------- |
| TBA | The Last of Us | TBA      | Da      | Nu        | Nu         |